# AntiX
antiX（アンティクス、発音: [ˈæntɪks]）はDebian安定版をベースとしたLinuxディストリビューションである。動作が比較的軽量であるため、古くなったコンピュータでの利用(NetBookの再利用など)に適している。しかも、APTとDebian互換のリポジトリを利用したアップデートおよび、最新のLinuxカーネルとアプリケーションを提供する。Debianのsystemdと異なり、antiXはバージョン19より標準のINITシステムとしてsysV initまたはrunitを備えたイメージを提供している。

## バージョン

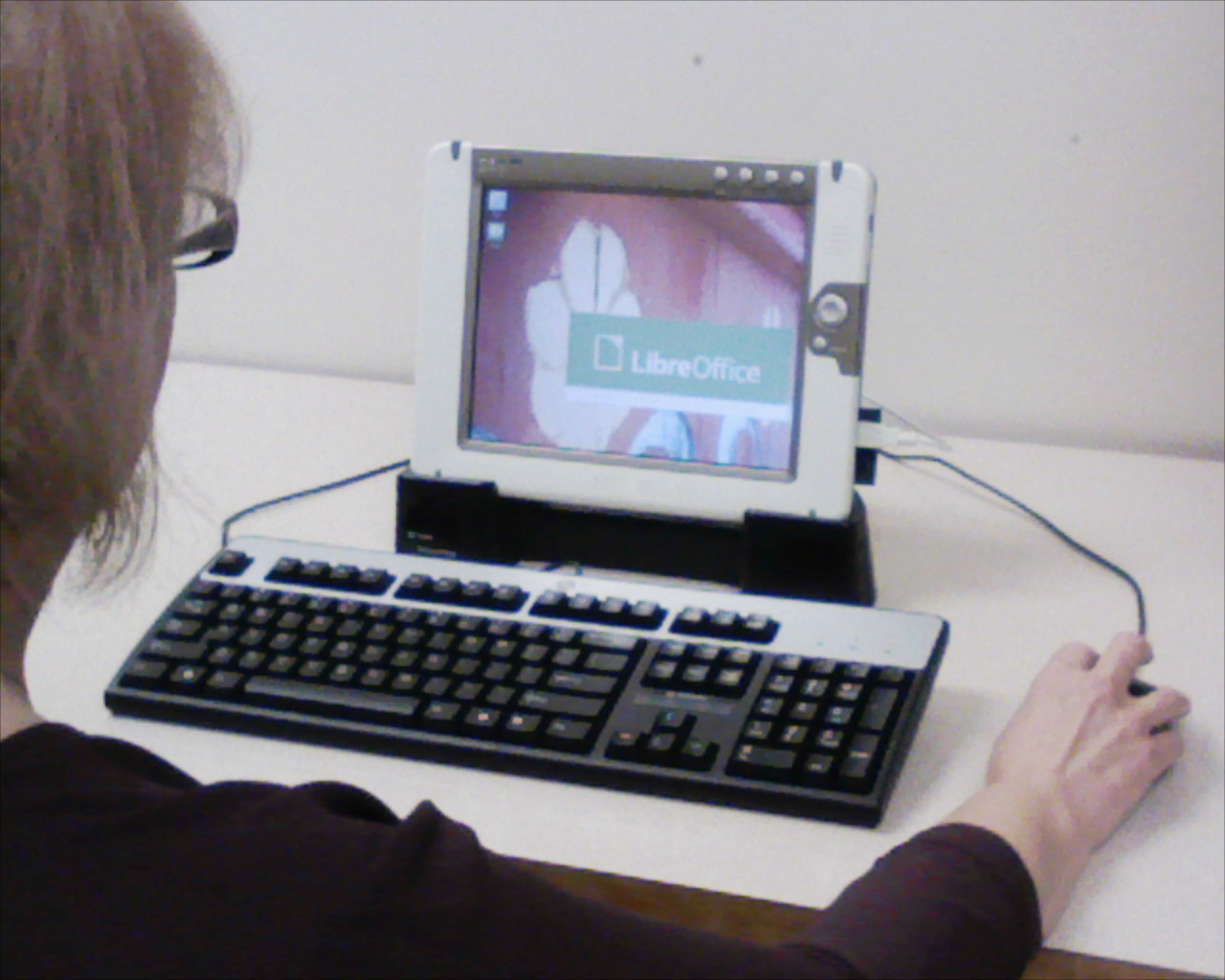
Tatung TWN-5213 CUで利用されるantiX バージョン15 "Killah P"

antiXにはIA-32およびx86-64の2つのアーキテクチャ向けが用意されており、さらにそのそれぞれに対し以下の3種類のバージョン（フレーバー）が存在する。
- フル (Full)。これは可能な限りのアプリケーションをインストールできる。antiXフルバージョンは、必要なソフトウェアがすべてプリインストールされたフレーバーである。他に用意されているフレーバーと比較して、サイズが大きくなっている。antiXフルバージョンには、4つのウィンドウマネージャ、つまりiceWMやFluxbox、jwm、herbstluftwmが付属している[5]。
- ベース (Base)。これは、ユーザーが独自にアプリケーションを組み合わせてインストールすることが可能である。antiX baseはベースシステムを含む。フルフレーバーに含まれる4つのウィンドウマネージャが全て付属する[5]。
- コア (Core-libre)。これは、ユーザーが自分の意志で完全に自由なインストールを行えるようにするものである。antiX coreはコアシステムのみである。ウィンドウマネージャなし、CLIインストール、UEFIサポートなし、暗号化サポートなしであるが、ほとんどのワイヤレスに対応しており、サイズ的には非常に小さい[5]。

2014年にはこれら3つのバージョンに、2014年にMEPISコミュニティと協力して開発されたantiX MXが加わえられた。antiX MXはデフォルトのデスクトップ環境にXfceを使用しており、Debian安定版を直接ベースにしているためにとりわけ安定性が高く、中規模のフットプリントから堅実なパフォーマンスを発揮した。2016年11月より、DistroWatchではantiX MXはMX Linuxとして、1個の独立したディストリビューションとしてリストアップされるようになった。

## リリースの歴史
antiXは元々はMEPISをベースとしたLinuxディストリビューションの1つで、MEPISはDebian安定版のディストリビューションをベースとしていた。当初のantiXはMEPIS KDEデスクトップ環境をFluxboxとIceWMウィンドウマネージャに置き換えたもので、古くてあまりパワーのないx86ベースのシステムに適するものとして開発された。Debianとは異なり、antiXはsystemdフリーである。
| バージョン | （開発用の）コードネーム | リリースされた日 |
| ---------- | ------------------------ | ---------------- |
| 6.5        | Spartacus                | 2007年7月9日     |
| 7.0        | Lysistrata               | 2007年10月30日   |
| 7.2        | Vetëvendosje             | 2008年5月16日    |
| 7.5        | Toussaint Louverture     | 2008年8月24日    |
| 8.0        | Intifada!                | 2009年2月14日    |
| 8.2        | Tȟašúŋke Witkó           | 2009年7月24日    |
| 8.5        | Marek Edelman            | 2010年4月12日    |
| M11        | Jayaben Desai            | 2011年5月3日     |
| 12         | Edelweißpiraten          | 2012年8月7日     |
| 13         | Luddite                  | 2013年7月2日     |
| MX-14.4    | Symbiosis                | 2015年3月23日    |
| 15         | Killah P                 | 2015年6月30日    |
| MX-15      | Fusion                   | 2015年12月24日   |
| 16         | Berta Cáceres            | 2016年6月26日    |
| 17         | Heather Heyer            | 2017年10月24日   |
| 17.1       | Heather Heyer            | 2018年3月18日    |
| 17.2       | Helen Keller             | 2018年10月5日    |
| 17.4.1     | Helen Keller             | 2019年3月28日    |
| 17.5       | Helen Keller             | 2022年1月9日     |
| 19         | Marielle Franco          | 2019年10月17日   |
| 19.1       |                          | 2019年12月23日   |
| 19.2       | Hannie Schaft            | 2020年3月28日    |
| 19.3       | Manolis Glezos           | 2020年10月16日   |
| 19.4       | Grup Yorum               | 2021年5月21日    |
| 19.5       | Grup Yorum               | 2022年1月25日    |
| 21         | Grup Yorum               | 2021年10月31日   |
| 22         | Grup Yorum               | 2022年10月19日   |
| 23         | Arditi del Popolo        | 2023年8月28日    |